# Gagnepainia harmandii
Gagnepainia harmandii là một loài thực vật có hoa trong họ Gừng. Loài này được Henri Ernest Baillon mô tả khoa học đầu tiên năm 1895 dưới danh pháp Hemiorchis thoreliana. Năm 1904, Karl Moritz Schumann chuyển nó sang chi Gagnepainia.

## Phân bố
G. harmandii là loài bản địa Campuchia.